# Moris Hadžija
Moris Hadžija (* 11. Juni 1980 in Pula) ist ein kroatischer Basketballtrainer und ehemaliger -spieler.

## Spielerlaufbahn
Hadžija spielte in seiner kroatischen Heimat in der zweiten Liga für Košarkaški Klub Pula 1981 und Istrauni Pula. Der 1,92 Meter große Aufbau- und Flügelspieler kam Anfang der 2000er Jahre nach Deutschland, spielte für den SC Rist Wedel in der 2. Bundesliga (Saison 2001/02) sowie für den VfL Pinneberg in der ersten und zweiten Regionalliga. In der Saison 2006/07 stand er beim zypriotischen Erstligisten Apollon Limassol unter Vertrag, mit dem er auch im europäischen Vereinswettbewerb EuroCup Challenge antrat, ehe er während der Saison nach Ungarn wechselte und sich dem Erstligaklub Vásárhelyi Kosársuli anschloss.
In der Saison 2008/09 trug er beim SC Rist Wedel mit einem Punkteschnitt von 14,5 pro Begegnung zum Gewinn der Meisterschaft in der ersten Regionalliga Nord und somit zum Aufstieg in die 2. Bundesliga ProB bei. Zwischen 2010 und 2012 trug er das Trikot des BC Hamburg und erreichte in Saison 2011/12 in der zweiten Regionalliga einen Punkteschnitt von 29,8 je Spiel. Zu Beginn der Saison 2012/13 verstärkte Hadžija den SC Itzehoe in der ersten Regionalliga.

## Trainerlaufbahn
Schon während seiner Spielerkarriere sammelte Hadžija Trainererfahrung. Von 2010 bis 2013 wirkte er bei den Piraten Hamburg als Jugendtrainer, war dort unter anderem Co-Trainer von Marvin Willoughby sowie in der Saison 2011/12 Cheftrainer der U16-Mannschaft der Piraten in der Jugend-Basketball-Bundesliga. Außerdem leitete er zusammen mit Zoran Krezic Basketballcamps für Jugendliche.
2013 wechselte Hadžija zu den Cuxhaven BasCats, wurde Co-Trainer der Mannschaft der Niedersachsen in der 2. Bundesliga ProA und trainierte im Jugendbereich beim Stammverein der BasCats, SV Rot-Weiss Cuxhaven. In der RW-Herrenmannschaft agierte er zeitweilig als Spielertrainer. Als sich die BasCats im Dezember 2014 von Cheftrainer Krists Plendišķis trennten, übernahm Hadžija den Posten bis zum Ende der Saison, konnte den Abstieg aus der ProA aber nicht verhindern. Nachdem die BasCats keine Lizenz für die 2. Bundesliga ProB erhielten, baute Hadžija zusammen mit Mitstreitern die Mannschaft Rot-Weiss Cuxhaven Basketball auf, die in der Saison 2015/16 in der ersten Regionalliga Nord antrat. Hadžija bekleidete den Posten des Cheftrainers. Das erste Spieljahr wurde auf dem zweiten Tabellenrang abgeschlossen, in der Saison 2016/17 führte er RW zum Gewinn des Meistertitels in der Regionalliga Nord, wodurch seine Mannschaft das Aufstiegsrecht in die ProB erlangte. Nach dem Gewinn des Meistertitels wurde sein auslaufender Vertrag in Cuxhaven nicht verlängert. Er arbeitete anschließend als Mitgründer eines Basketballtrainingsanbieters im Rahmen von Campveranstaltungen wieder als Kinder- und Jugendtrainer und betreute weiterhin auch Profispieler, darunter seinen langjährigen Schützling İsmet Akpınar sowie Sid-Marlon Theis, mit denen er in Einzeltrainingsstunden an deren Weiterentwicklung arbeitete. Im Sommer 2020 leitete Hadžija ein Trainingslager mit Profispielern in Ulm, darunter Akpınar,  Bazoumana Koné, Bogdan Radosavljevic, Ferdinand Zylka und Andreas Obst und arbeitete in Ulm als Trainer für ein dem Bundesligisten Ratiopharm Ulm angeschlossenes Unternehmen, das sich der Weiterentwicklung von Basketballspielern widmet.
Im Sommer 2022 trat er im Jugendbereich des FC Bayern München eine Stelle als Individualtrainer an. Bei der zweiten Herrenmannschaft des FC Bayern (2. Bundesliga ProB) wurde er zusätzlich Co-Trainer.